# 薩氏鰍
薩氏鰍為輻鰭魚綱鯉形目鰍科的其中一種，為温帶淡水魚，分布於歐洲喬治亞共和國淡水流域，棲息在底層水域，生活習性不明。

## 扩展阅读
維基物種上的相關：薩氏鰍